# Rachicerus pilosus
Rachicerus pilosus är en tvåvingeart som först beskrevs av Frey 1954. Rachicerus pilosus ingår i släktet Rachicerus och familjen vedflugor.
Artens utbredningsområde är Myanmar. Inga underarter finns listade i Catalogue of Life.